# Герб Киргизской ССР
Герб Киргизской ССР (кирг. Кыргыз ССРинин герби) — государственный символ Киргизской Советской Социалистической Республики. Герб Киргизской ССР базируется на гербе Советского Союза. Первоначальный вариант был принят 23 марта 1937 года.

## Описание
Государственный герб Киргизской Советской Социалистической Республики представляет собой изображение серпа и молота в орнаментированном круге, горной цепи с восходящим солнцем в голубой арке, обрамлённых справа колосьями пшеницы, слева — ветвью хлопчатника и перевитых красной лентой. На ленте надписи: в средней части на киргизском и русском языках «Пролетарии всех стран, соединяйтесь!», внизу на киргизском языке «Кыргыз ССР». В верхней части герба — пятиконечная звезда.— Ст. 167 Конституции Киргизской ССР от 20 апреля 1978 года

## История герба

Один из проектов герба. 1936

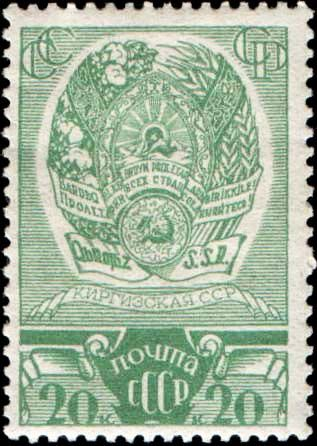
Изображение герба на почтовой марке СССР, 1938 год

В феврале 1935 года VII съезд Советов Союза ССР принял решение о разработке новой Конституции СССР. По проекту новой Конституции Киргизская АССР выводилась из состава РСФСР и становилась союзной Киргизской ССР. 30 июня 1936 года ЦИК Киргизской АССР образовал комиссию из 21 человек для выработки Конституции Киргизской ССР. 14 августа 1936 года на втором заседании Конституционной комиссии был объявлен конкурс по созданию герба будущей Киргизской ССР. 15 августа 1936 года Конституционная комиссия созвала совещание художников, на котором был обсужден вопрос о проекте Государственного герба.
23 автора представили всего 36 проектов гербов, в том числе один с резьбой по дереву.  8 сентября 1936 года конкурсное жюри подвело итоги конкурса. По своим художественным качествам конкурсное жюри признало наиболее удачной работу Бела Уица. Однако из-за сложности композиции и других обстоятельств жюри сочло невозможным принять его проект. За основу был принят удостоенный первой премии в 3 тыс. рублей проект фрескового живописца, доцента Московского полиграфического института Оксаны Трофимовны Павленко. Было рекомендовано «устранить трезубец на верхней части эскиза, добавить в рисунок головы барана и лошади».
Премиями были отмечены также проекты известных венгерских художников Бела Уица и Ласло Мессароша, Васильева, Колокольникова, Подхапова, Рындина.
Проект герба стал государственным символом с принятием проекта новой Конституции Чрезвычайным V съездом Советов Киргизской ССР 23 марта 1937 года.

Государственный герб Киргизской Советской Социалистической Республики состоит из серпа и молота. Над ними горная цепь с восходящим солнцем в голубой арке. Арка обрамлена венком - с правой стороны колосья пшеницы, с левой ветка хлопчатника. Венок перевит красной лентой, в средней части надпись на киргизском и русском языках: «Пролетарии всех стран, соединяйтесь!» На конце ленты на киргизском языке: «Киргизская ССР» .— Ст. 115 Конституции Киргизской ССР от 23 марта 1937 года
Название республики на киргизском языке: «Qьrƣьz S.S.R.» (Кыргыз С.С.Р.), девиз: «BYTKYL DYJNӨ PROLETARLARЬ, BIRIKKILE!» (Пролетарии всего мира, соединяйтесь!). В 1937 году было исправлено написание девиза по-киргизски, и теперь он писался: «BARDЬQ ӨLKӨLӨRDYN PROLETARLARЬ, BIRIKKILE!» (Пролетарии всех стран, соединяйтесь!). В 1940 году киргизская письменность перешла на новый алфавит. Соответственно, изменилась графика надписей на гербе республики: «Кыргыз С.С.Р.» и «БАРДЫК ӨЛКӨЛӨРДYН ПРОЛЕТАРЛАРЫ, БИРИККИЛЕ!».
В 1948 году Законом Киргизской ССР в описание государственного герба в статье 115 Конституции Киргизской ССР 1937 года были добавлены слова «Наверху герба имеется пятиконечная звезда». По орфографическим правилам 1956 года буквы в аббревиатуре не разделяют точками, поэтому аббревиатуру «ССР» стали писать без них.
Герб являлся государственным символом Киргизии до принятия 14 января 1994 года современного герба.